# Louis Bartels
Aloysius Jan Hubert (Louis) Bartels (Venlo, 19 november 1915 – aldaar, 16 januari 2002) was een Nederlands politicus voor de KVP en bestuurder.
Bartels was een Limburgse econoom die zich zijn gehele werkzame leven bezighield met de organisatie van de volksgezondheid. Hij was staatssecretaris van volksgezondheid in de jaren zestig in drie achtereenvolgende kabinetten. Hij was de eerste KVP-bewindsman die in de Tweede Kamer verkondigde, dat de overheid geen taak heeft op het terrein van de geboortebeperking.
- Biografisch Portaal: 13029983
- International Standard Name Identifier: 0000 0003 8844 6682
- Nederlandse Thesaurus van Auteursnamen: 069257620
- Parlement.com: vg09llh7qwxa
- Virtual International Authority File: 281605564
- WorldCat: E39PBJmHHjmGxRdr7rybyC6h73